# هادانو، کاناگاوا
هادانو در استان کاناگاوا در کشور ژاپن  واقع شده است  که دارای جمعیت ۱۶۹٬۲۰۱ نفر و مساحت ۱۰۳٫۶۱ کیلومتر مربع با تراکم جمعیت ۱٬۶۳۳  نفر در کیلومترمربع است و در تاریخ ۱ ژانویه ۱۹۵۵ به عنوان شهر شناخته شد.